# Мусин, Николай Адамович
Николай Адамович Мусин (1893—1919) — советский революционер и военный деятель, комиссар.

## Биография
Родился в 1893 году в Великом Устюге. 
В станицу Каменскую области Войска Донского приехал ребёнком. С 13 лет работал в местной типографии Евграфа Кулакова (ныне не существует). Здесь приобщился к революционной деятельности и с 1917 года возглавлял Союз типографских рабочих. Стал членом РСДРП, являлся членом большевистского партийного комитета, комиссаром печати. Участвовал в съезде фронтового казачества, возглавлял рабочую дружину в 300 человек. Осенью 1916 года входил в партийную организацию вместе с Е. А. Щаденко. Занимался выпуском листовок, вел агитацию среди казаков местного гарнизона.
Когда весной 1917 года в станице Каменской был создан комитет РСДРП, в который вошли Щаденко, Мусин, Свидлер, Марченко, председателем стал Марченко, секретарём — Мусин. Через некоторое время был создан новый большевистский комитет, куда вошли другие члены, включая Д. Г. Астахова. После Октябрьской революции большевики приступили к формированию отряда Красной Армии.
Николай Мусин принимал участие в Гражданской войне в России. C 11 июня 1919 года по 6 августа 1919 года был военным комиссаром 4-й кавалерийской дивизии. Погиб в боях за родину в 1919 году.
Был похоронен в городе Каменск-Шахтинский Ростовской области в братской могиле. После Великой Отечественной войны на месте братской могилы был создан мемориальный комплекс, где установлена памятная доска погибшим воинам Гражданской войны. Одна из улиц этого города носит его имя (прежнее название — улица Базарная).